# Narayangarh
Narayangarh é uma cidade e uma nagar panchayat no distrito de Mandsaur, no estado indiano de Madhya Pradesh.

## Geografia
Narayangarh está localizada a 24° 17′ N, 75° 03′ L. Tem uma altitude média de 434 metros (1 423 pés).

## Demografia
Segundo o censo de 2001, Narayangarh tinha uma população de 10 079 habitantes. Os indivíduos do sexo masculino constituem 51% da população e os do sexo feminino 49%. Narayangarh tem uma taxa de literacia de 69%, superior à média nacional de 59,5%: a literacia no sexo masculino é de 80% e no sexo feminino é de 58%. Em Narayangarh, 13% da população está abaixo dos 6 anos de idade.